# Insula (film din 2005)
Insula (în engleză The Island) este un film SF thriller dramatic regizat de Michael Bay. În rolurile principale au interpretat actorii Ewan McGregor și Scarlett Johansson. Lincoln Six Echo este un om care fuge după ce descoperă că este de fapt o "ființă recoltabilă" care este păstrată ca sursă de piese de schimb, împreună cu alții, într-o instalație subterană.

## Prezentare
Undeva, într-un laborator subteran secret situat în deșertul american, o echipa de cercetători și medici clonează vedetele și oamenii bogați în scopul de a le oferi organe pentru transplant în cazul îmbolnăvirii. Clonelor, în momentul în care erau aduse la viață, li se spunea ca pământul a fost contaminat și că ei au supraviețuit fiind aduse într-un loc sigur. Când era nevoie să se utilizeze o clonă în scopul recoltării organelor acestora, li se spunea că au câștigat o loterie și vor pleca pe Insula. Una dintre clone (bărbatul din foto) descoperă adevărul și reușește să le strice planurile eliberându-le pe celelalte. - sursa CinemaRx[nefuncțională – arhivă]

## Distribuție
- Ewan McGregor - Lincoln Six Echo, clona lui Tom Lincoln
- Scarlett Johansson - Jordan Two Delta, clona lui Sarah Jordan
- Djimon Hounsou - Albert Laurent
- Sean Bean - Dr. Merrick
- Michael Clarke Duncan - Starkweather Two Delta, clonat pentru un jucător de fotbal american
- Steve Buscemi - James "Mac" McCord, un supraveghetor de întreținere la Merrick Biotech și prieten al lui Lincoln Six Echo
- Kim Coates - Charles Whitman, un angajat al Merrick Biotech
- Ethan Phillips - Jones Three Echo
- Brian Stepanek - Gandu Three Echo
- Noa Tishby - crainicul comunității care face anunțuri publice pentru clone
- Siobhan Flynn - Lima One Alpha